# Luigi Omodei (1608–1685)
Luigi Omodei (ur. 8 grudnia 1608 w Mediolanie, zm. 26 kwietnia 1685 w Rzymie) – włoski kardynał.

## Życiorys
Urodził się 8 grudnia 1608 roku w Mediolanie, jako syn Carla Omodeia i Beatrice Lurani. Studiował na Uniwersytecie w Perugii, gdzie uzyskał doktorat utroque iure. Po studiach został protonotariuszem apostolskim, referendarzem Najwyższego Trybunału Sygnatury Apostolskiej i dziekanem Kamery Apostolskiej. 19 lutego 1652 roku został kreowany kardynałem prezbiterem i otrzymał kościół tytularny Sant’Alessio. W latach 1655–1658 był legatem w Urbino, a w okresie 1680–1685 – protoprezbiterem. Zmarł 26 kwietnia 1685 roku w Rzymie.